# About Love
«About Love» es una canción de la cantante británica Marina para la banda sonora de la película estadounidense To All the Boys: PS I Still Love You (2020). La canción fue escrita por Marina y los miembros de Captain Cuts, que consta de Ben Berger, Ryan McMahon y Ryan Rabin; el trío también se encargó de la producción de la canción. Fue lanzado para descarga digital y transmisión como el sencillo principal de la banda sonora el 7 de febrero de 2020 por Capitol Records. 

## Antecedentes
En 2019, entró en una nueva era en su carrera, comenzando por eliminar "and the Diamonds" de su nombre artístico y lanzando su cuarto álbum de estudio, Love + Fear. «About Love» se mencionó por primera vez el 29 de enero de 2020 en un comunicado de prensa de la película estadounidense To All the Boys: PS I Still Love You, producida por Netflix 2020, donde se incluyó como la tercera pista en la lista de canciones de su banda sonora. La banda sonora es el primer álbum que se producirá para la franquicia cinematográfica To All the Boys, mientras que «About Love» marcó el primer lanzamiento de música nueva de Marina desde Love + Fear en 2019.
Se lanzó de manera digital el 7 de febrero de 2020, a través de Capitol Records. La banda sonora de la película también se lanzó digitalmente en esa fecha. Junto al lanzamiento comercial del sencillo, anunció fechas de gira adicionales en los Estados Unidos, programadas para abril de 2020. Sin embargo, la serie de conciertos fue cancelada en su totalidad como resultado de la pandemia de COVID-19.

## Composición y lírica
Musicalmente, ha sido descrita como una pista pop y una canción de amor con un ritmo bailable. De acuerdo con la partitura publicada en Musicnotes.com, se encuentra en el tipo de compás de tiempo común, y tiene un moderado ritmo de 97 latidos por minuto. La clave de la canción está en Do mayor y sigue la configuración de un verso, seguido de un pre-estribillo, un estribillo y un post-estribillo. A lo largo de los dos versos de la canción, su rango vocal avanza en la progresión de acordes de F – C – G-Am – A. Líricamente, la canción analiza las incertidumbres que acompañan a las etapas iniciales de una relación.

## Créditos y personal
Créditos adaptados de Tidal.
- Marina Diamandis - voz
- Captain Cuts  - productor
- Jack Patterson  - productor vocal
- Manny Marroquin - mezcla, ingeniero
- Robert Vosgien - masterización, ingeniero

## Posicionamiento en listas
| Listas (2020)                  | Mejor posición |
| ------------------------------ | -------------- |
| Bélgica (Ultratop 50) Wallonia | 38             |

## Historial de lanzamiento
| País   | Fecha                | Formato                     | Discográfica | Ref    |
| ------ | -------------------- | --------------------------- | ------------ | ------ |
| Varios | 7 de febrero de 2020 | Descarga digital, streaming | Capitol      | [ 13 ] |